# Draba winterbottomii
Draba winterbottomii là một loài thực vật có hoa trong họ Cải. Loài này được (Hook.f. & Thomson) Pohle mô tả khoa học đầu tiên năm 1925.